# Heppeneert
Heppeneert is een gehucht van de Belgische stad Maaseik gelegen op de Maasdijk aan de oever van de Oude Maas. In de Sint-Gertrudiskerk wordt de Heilige Maagd Maria vereerd onder de titel van Onze-Lieve-Vrouw van Rust.

## Geschiedenis
Heppeneert werd voor het eerst vermeld in 1202, als Heppenardt, maar bewoning van dit gebied is veel ouder, getuige bodemvondsten uit het neolithicum en de bronstijd.
Oorspronkelijk lag Heppeneert vlak aan de Maas, maar deze is in de loop van de eeuwen verder naar het oosten opgeschoven. Vrijwel alle heerlijke rechten, waaronder het veerrecht en het visrecht, kwamen toe aan de Abdij van Thorn, ten gevolge van een schenking van Ansfried aan deze abdij.
Heppeneert bestond uit twee delen: Groot Heppeneert en Klein Heppeneert. Groot Heppeneert had al een kerk vóór 1202 en deze viel onder de parochie van Neeroeteren. Het noordelijk hiervan gelegen Klein Heppeneert viel deels onder de jurisdictie van de abdij van Thorn en deels onder die van de Graaf van Loon. De bewoners van Klein Heppeneert vielen onder de parochie van Aldeneik.

## Onze-Lieve-Vrouw van Rust
Heppeneert als populair bedevaartsoord vindt zijn oorsprong in het beeld van Onze-Lieve-Vrouw van Rust. Dat beeld werd oorspronkelijk vereerd in de kapel van de Kapellerhof (de uit de middeleeuwen daterende Hof aen die Capelle) te Elen, waar het eeuwen eerder was aangespoeld bij een overstroming van de Maas. In 1706 werd de pachthoeve met de kapel verkocht door Petrus Curingen, een Maastrichtenaar en eigenaar van de pachthoeve waartoe de kapel behoorde, aan de Kruisheren van Maaseik. Onder hun invloed nam de Mariaverering verder toe. In 1768 was de kapel te klein geworden en werd een grotere gebouwd door de prior van de kruisheren, Johannes Hendrik Vossen. Tijdens de Franse periode verborg pastoor Coopmans van het nabijgelegen Heppeneert het beeld en plaatste het in 1801 in de Sint-Gertrudiskerk. Hoewel de bedevaart naar Elen bleef voortbestaan, wist pastoor Froyen in 1883 van de kerk van Heppeneert het centrum van de devotie te maken.
De kapel werd samen met 7 are grond aan de voorkant van de kapel bij legaat in 1989 door juffrouw Hélène Roebroeck geschonken aan de kerkfabriek van Elen. Door middel van een ministerieel besluit van 9 juni 2004 is de kapel, samen met het voormalig laathof 'Kapelhof' (welke ook eigendom was van de familie Roebroeck) omwille van zijn historische en volkskundige waarde als monument beschermd. Het Mariabeeld van Onze-Lieve-Vrouw van Rust werd op 15 augustus 2012 voor het eerst van het bedevaartsoord in Heppeneert terug naar zijn oorspronkelijke vereringsplaats in Elen gebracht, de Kapel Onze-Lieve-Vrouw van Rust.
Enkele 16de-eeuwse beelden vormen de belangrijkste kunsthistorische elementen van het neo-romaanse kerkinterieur, waaronder het retabelfragment van Sint-Jan Evangelist en O.L.-Vrouw van Rust, afgebeeld in rustende houding, het hoofd gebogen en de handen gevouwen op haar schoot. Achter Maria staat een man, naar men vermoedt de apostel Johannes.
Ook nu nog komen jaarlijks tienduizenden bedevaarders naar Heppeneert om te bidden voor geestelijke en lichamelijke gezondheid, om bevrijd te worden van angsten en kwellingen, om inzicht te verkrijgen in moeilijk te nemen beslissingen, of gewoon om tot rust te komen.

## Dijkmuur en Maas
Om Heppeneert tegen de Maas te beschermen bouwde men in 1926 een dijkmuur op de winterdijk. Dat jaar overstroomde Heppeneert voor de laatste keer. Na de hoogwaterstand op kerstmis 1993, toen het Maaswater opnieuw de muur bereikte, besloot men tot versteviging van de muur. De hoogwaterstand in juli 2021 zorgde ervoor dat men twee lagen zandzakjes op de muur moest leggen om een nieuwe overstroming te vermijden.

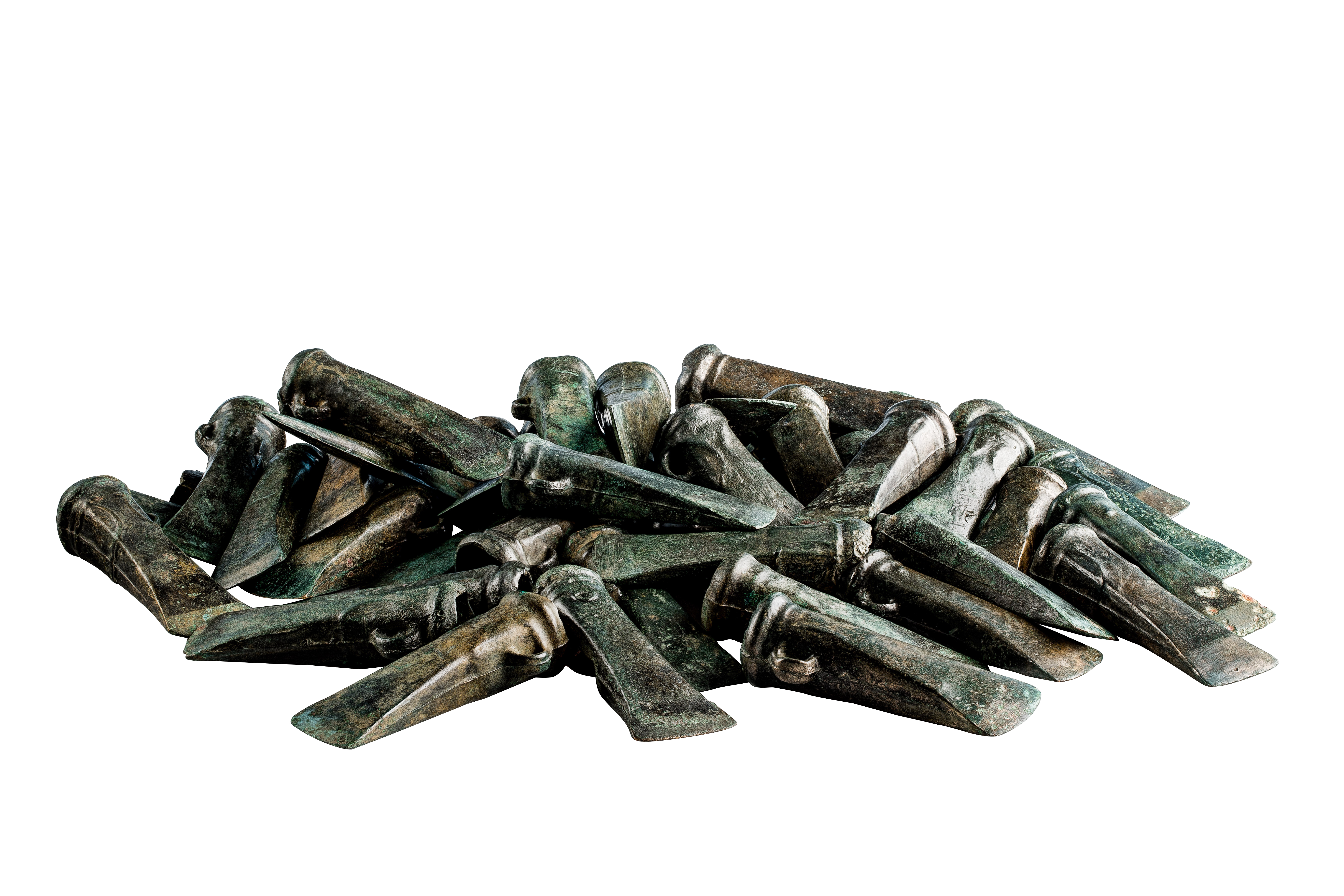
Het bronsdepot van Heppeneert, ca. 800 v.Chr., collectie Erfgoedfonds van de Koning Boudewijnstichting, Gallo-Romeins Museum (Tongeren)

## Archeologie
Eind 1990 werd op een akker het grootste bijlendepot uit de eindfase van het Bronzen Tijdperk (rond 800 v.Chr.) in België gevonden, het zogenaamde bronsdepot van Heppeneert. Deze vondst, 47 bijlen en één bronzen lanspunt, werd in 1992 door de Koning Boudewijnstichting aangekocht. Het bijlendepot is tentoongesteld in het Gallo-Romeins Museum te Tongeren.

## Natuur en landschap
Heppeneert ligt in de Maasvallei en maakt deel uit van Rivierpark Maasvallei. Vanuit het gebied nabij Schootsheide loopt de Zanderbeek, ook Diepbeek genaamd, in oostelijke richting en stroomt uit in de Maas. Tussen de kom en de Maas ligt een uiterwaardengebied, Maasweerden genaamd, behorend tot het Rivierpark Maasvallei.

## Trivia

### Legende van de kaartridder
Het nabijgelegen 'Duivelsbruggetje' ontleent zijn naam aan de legende van de Kaartridder. Riddart, de bewoner van kasteel Borckhoff, raakt na de vroegtijdige dood van zijn vrouw aan het kaartspel verslaafd en verspeelt al zijn geld. Door zijn ziel aan de duivel te verkopen kan hij nog zeven jaar in weelde leven. Als zijn vrienden aan het eind van deze periode tijdens een groot afscheidsmaal vernemen welk lot Riddart te wachten staat, raden ze hem aan tot de heilige Gertrudis te bidden. Dan vertrekt de ridder te paard naar het bruggetje waar de duivel hem opwacht om zijn ziel op te eisen. Maar Sint-Gertrudis is ongemerkt achter de rug van de ridder meegereden en drijft de duivel op de vlucht. Riddart keert berouwvol naar zijn kasteel terug en leeft voortaan in soberheid. Na zijn dood wordt hij op het kerkhof van Heppeneert begraven. De grafsteen, waarop harten en ruiten waren afgebeeld, werd ingemetseld in de muur van de kerk. Even voorbij de kerk houdt een fontein in de vorm van een kaartspel de herinnering aan deze legende levend. De Belgische schrijver Gerard Walschap heeft over deze legende in het Vlaams een roman "De kaartridder" geschreven (uitgave Meulenhof, Amsterdam).

## Nabijgelegen kernen
Maaseik, Elen